# Enggano (Sprache)
Enggano ist eine auf der vor Sumatra gelegenen Insel Enggano gesprochene Sprache. Sie gehört zu den malayo-polynesischen Sprachen innerhalb der austronesischen Sprachen. Ihre Stellung gegenüber den anderen malayo-polynesischen Sprachen ist umstritten; vermutlich gehört sie zu den Nordwest-Sumatra-Sprachen.